# 독일 전함 티르피츠
티르피츠(Tirpitz)는 전함 비스마르크(Bismarck)의 자매함으로, 독일 해군(German Kriegsmarine)의 비스마르크급(Bismarck class) 2번함이다. 티르피츠의 이름은 알프레드 폰 티르피츠 제독(Admiral Alfred von Tirpitz)의 이름을 딴 것이다. 이 전함은 거의 작전에 참가하지 않았고 사실상 연합군 함선을 향하여 함포 한번 발사한 일이 없지만, 노르웨이 근방의 여러 항구들을 전전하며 존재만으로 연합군 해군을 압박하였는데, 만일 티르피츠가 공세로 나온다면 이를 감당하기 위해 대규모 선단과 항공기가 필요할 것이 분명하였기 때문이다. 노르웨이 사람들은 항구의 티르피츠를 가리켜 "북부의 외로운 여왕"(Den ensomme Nordens Dronning)이라고 불렀고, 윈스턴 처칠의 경우 그녀를 "야수"(The Beast)라고 불렀다. 그녀는 자매함보다 용적이 조금 더 크게 만들어져 유럽에서 만든 전함 중 가장 컸다. 1944년 11월 12일 영국 공군 아브로 랭카스터 중폭격기의 폭탄에 의해 티르피츠는 자신의 정박지에서 전복되었다.

## 연혁

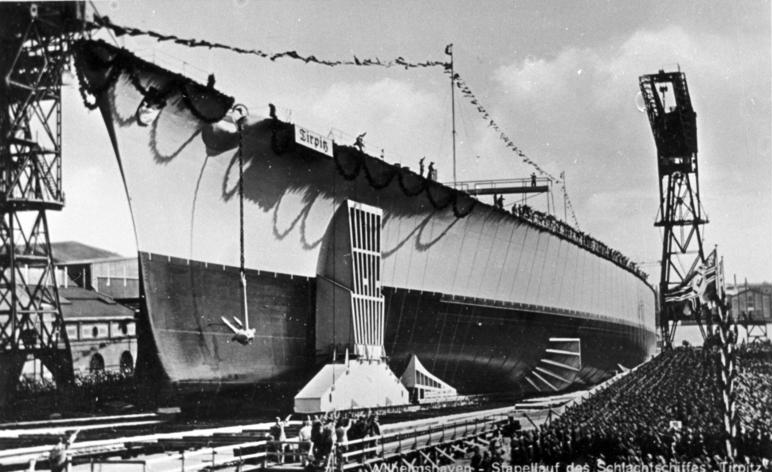
빌헬름스하펜에서의 티르피츠호 진수

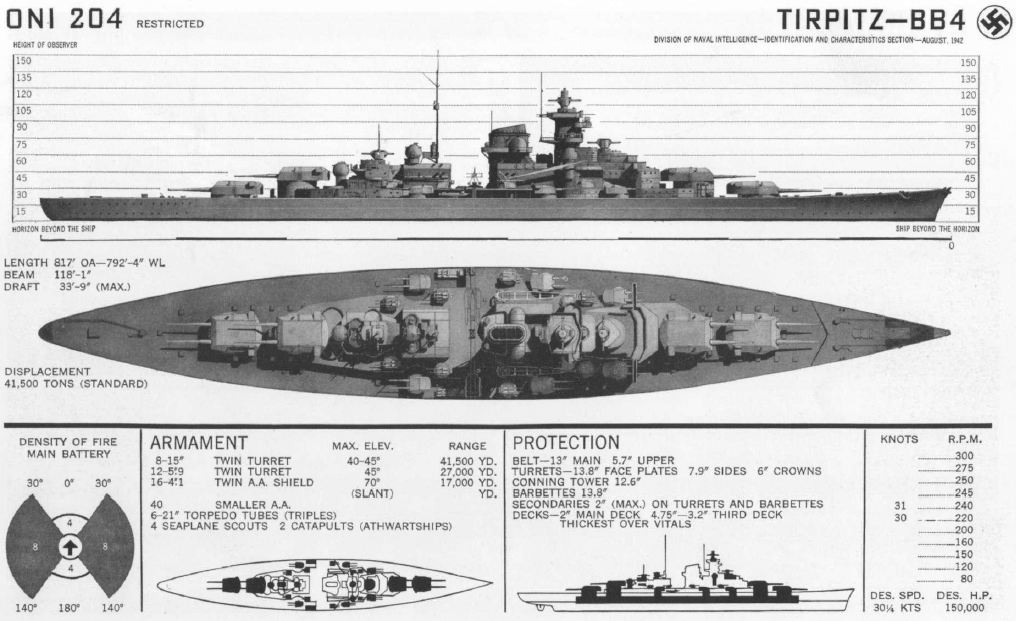
데이터 시트

티르피츠는 1939년 4월 1일 진수되었다. 당초 이 전함은 비스마르크와 마찬가지로 북대서양 지역의 연합군 수송선단을 차단하기 위한 목적으로 건조되었지만, 비스마르크가 격침된 이후 히틀러는 전함에 의한 작전 효율성에 회의를 가지게 되었고, 잠수함들이 이 역할을 대체하게 되면서 티르피츠는 제한된 임무만을 수행하게 되었다.
1942년 초 북극해 수송선단(Arctic convoys)과 Vågsøy에서 특공대 기습을 압박하기 위하여 노르웨이로 이동한 티르피츠는 이후 이곳의 절벽해안인 피오르드(fjord)에서 전쟁 대부분을 보내게 되었다. 티르피츠가 출격하여 항로를 막아버리면 영국 해군과 미국 해군의 많은 자원이 묶이게 된다. 1942년에 두차례, 1943년에 한차례 노르웨이에서 제한적인 공세에 동원되었는데, 비록 티르피츠에 의해 피해를 입지는 않았지만 큰 위협을 느낀 연합군은 티르피츠가 항구에 있을 때 공격을 가해 격침시켜야 한다고 판단하여 영국 공군이 중 랭커스터 폭격기에 의해 1944년 11월 12일 티르피츠를 전복시키는데 성공하기까지 많은 작전을 수행하였다.

### 티르피츠에 의한 공세행동

#### 스포르트팔라스트 작전
스포르트팔라스트 작전(Operation Sportpalast)은 1942년 3월 초 수송선단 PQ-12와 QP-8을 방해하기 위한 목적으로 실시되었다. PQ-12는 1942년 3월 1일 아이슬란드(Iceland)를 출발하였고, QP-8은 같은 시기 무르만스크(Murmansk)를 출발하였다. 3월 5일 세 척의 구축함의 호위를 받으며 항구를 출발한 티르피츠는 베어 아일랜드 (노르웨이)(Bear Island)를 통해 북극해로 나아갔지만 수송선단을 발견하는데는 실패하였고, 운 나쁜 한 척의 상선만이 발견되어 호위 구축함에 의해 침몰되었다. 1942년 3월 9일 티르피츠는 영국 항모 HMS 빅토리어스(HMS Victorious)호의 항공기에게 위치가 발각되었고, 독일군 사령관인 제독 오토 칠리악스(Otto Ciliax)는 영국의 항공기 공격을 우려하여 임무를 중단하고 귀환할 것을 명령하였다. 티르피츠의 한정된 도망에 대한 결과 히틀러는 호위함에 대한 공격을 중지시켰고, 더 나아가 하는일 없이 호위함 항공모함에 의해 이미 침몰하거나 움직이지 못하게 되었다.

#### 뢰셀스프룽 작전
뢰셀스프룽 작전(Operation Rosselsprung)은 1942년 여름 동안 북극해의 수송선단을 차단하기 위한 목적으로 2개의 함대가 소집되어 준비 되었다. 트론헤임(Trondheim)에서 티르피츠와 아드미랄 히퍼(Admiral Hipper), 나르비크(Narvik)에서 아드미랄 셰어(Admiral Scheer)와 뤼초우(Lützow)등 9척의 구축함도 포함되었다. 이들은 알테피오르드에 소집되어 있다가 호위함을 발견하면 베어 아일랜드를 지나칠때 공격하였다.
1942년 6월 27일 아이슬란드를 떠난 PQ-17은 많은 호위함들이 따랐으며, 또한 이 지역에는 당시 강력한 연합군 기동 부대(Task Force)들이 작전중이었다. 7월 1일 혹은 7월 2일 호위함을 발견하자 티르피츠는 알테피오르드에 있던 트론헤임에서 호위를 받으며 출격했다. 1942년 7월 4일 티르피츠가 호위함들과 함께 항구를 떠났다는 정보가 연합군에 포착되자 영국 정보부는 이를 수송선단을 공격하기 위한 것으로 판단하여 수송선단의 산개를 명령하였다. 밀집 선단이 전함과 마주칠 경우 예상되는 피해를 방지하기 위해서였다. 그러나 호위도 없이 뿔뿔이 흩어진 수송선들은 독일 유보트(U-boat)들과 독일 항공기들의 좋은 표적이 되어 10일 동안 24척의 상선이 침몰하게 되었다. 7월 5일 티르피츠는 짧은 출격을 했지만 곧 발각되었다. 이윽고 대제독 레더의 명령에 따라 귀환하였다. 영국 본국 함대(Home Fleet), 특히 항공모함에 의한 실현 가능한 공격에 대한 걱정 때문이었다. 임무는 중지되고 티르피츠는 항구로 돌아왔다.
러시아측의 기록에 따르면 이 짧은 작전 당시 티르피츠가 러시아 잠수함을 공격해 손상을 입혔다고 한다. 소련 연방의 영웅(Hero of the Soviet Union) 칭호를 받은 함장 N. A. 루닌(N. A. Lunin)이 지휘한 러시아 잠수함 K-21은 노르웨이 북쪽 45마일 떨어진 71° 22' 2"N, 24° 34' 3"E 해상에서 독일 함대를 발견하였고, 티르피츠를 향하여 네 발의 어뢰를 발사한 이후 두 번의 폭음을 들었다고 한다. 1960년대까지 영국과 독일 역사가들은 이러한 러시아의 주장을 부정하였지만, 러시아는 이 사례를 잠수함 전술의 교범으로 해군사관학교에서 교육하였다.
그러나 1942년 7월 6일 티르피츠가 노르웨이 방면으로 약 12노트라는 느린 속도로(통상 20노트) 항해하고 있었다는 항공 정찰 기록이 발견되고, 이후 7월 8일부터 9월 6일까지 티르피츠가 나르비크(Narvik) 항구와 트론헤임의 드라이 독(Drydock) 에 머문 이유가 수리 때문일지 모른다는 사실이 밝혀지면서 러시아 잠수함과의 교전설은 힘을 얻고 있다.

#### 시칠리엔 작전
1943년 9월의 시칠리엔 작전(Operation Sizilien)은 스피츠베르겐섬(Spitsbergen)(스발바르 제도) 공격이 목적이었다. 9월 6일부터 9일까지 3일간 독일군의 상륙작전을 지원할 목적으로 티르피츠는 전함 샤른호르스트(Scharnhorst)와 9척의 구축함과 함께 육상 포격을 전담하였다. 이 작전은 티르피츠가 발포한 유일한 작전이다.

## 티르피츠에 대한 영국의 공격
티르피츠에 대한 많은 공격이 있었고, 티르피츠를 잡기위해 몇 달간의 행동 끝에 마침내 티르피츠를 가라 앉혔다.

### 채리어트 작전
이 작전은 원래 티르피츠를 상대로 한 작전이 아니다. 다만 대서양에서 유일하게 티르피츠가 사용할 수 있는 규모를 가진 거대한 드라이 독이 목표였다. 1942년 5월 28일 구축함과 18 모터 수뢰정(torpedo boats)를 프랑스 생 나제르(St Nazaire)에 있는 노르망디 독(Normandy Dock)에 대해 채리어트 작전을 개시해 도크를 파괴하는데 성공했다.

### 소스 작전
티르피츠를 침몰시키기 위한 영국의 첫 번째 시도는 매우 위험한 것이었다. 소스 작전(Operation Source)의 일환으로 영국 X 급 초소형 잠수함이 1943년 9월 티르피츠 아래에 폭발물을 장착하였다. X.7 잠수함은 바실 플레이스(Basil Place) 중위가, X.6 잠수함은 도날드 캐머론(Donald Cameron) 중위가 지휘하였으며, 두 사람 모두 이 작전으로 빅토리아 십자장(Victoria Cross)을 수훈하였다. 이 두 잠수함은 기지를 떠나 1천 마일을 항해하였으며, 폭뢰 지대를 돌파하고, 그물과 해안포대, 수중청취 초소를 피해 티르피츠 아래 4톤의 아마톨(Amatol) 폭약을 설치하는데 성공하였다. 폭약은 한시간 뒤에 폭발하였으며, 이로 인하여 티르피츠는 몇개월간 임무에 나갈 수 없었다. 이 사건은 1955년 영화 'Above Us The Waves'로 제작되었다.

### 텅스텐 작전
1944년 4월 수리를 마친 티르피츠는 다시금 연합군에 위협적인 존재로 돌아왔다. 영국은 텅스텐 작전(Operation Tungsten)을 기획하여 항모를 동원, 항공기의 힘으로 티르피츠를 격침시키고자 하였다. 2척의 전함, 2척의 항모, 5척의 호위항모, 2척의 순양함, 16척의 구축함과 2척의 유조선으로 구성된 함대가 출발하였고, 계획보다 하루 빠른 4월 2일 항해 시험을 위해 대기중이었던 티르피츠를 향해 항공기들을 출격시켰다.
공격은 페어리 바라쿠다(Fairey Barracuda) 뇌격기들과 호위기들로 구성된 2개 비행대의 순차 폭격 진행 방식으로 이루어졌다. 뇌격기들은 수중 폭발 피해를 입히기 위한 대잠탄, 갑판을 뚫기 위한 철갑탄, 상부 구조물들에게 피해를 입히기 위한 소형 폭탄들과 승무원 및 대공병기에 피해를 입히기 위한 일반 폭탄 등 다양한 폭탄들을 적재하였다. 갑작스러운 기습에 방어는 제대로 이루어지지 않았으며 승무원들은 조직적으로 대응하지 못하였다. 전투기 일부는 갑판에 기관총을 난사하기도 하였으며 05:30에 시작된 공격은 08:00에 끝났다. 영국 해군은 3대의 항공기를 잃었고, 티르피츠는 승무원 122명 사망에 300명 가량의 부상자를 냈지만 함선 자체의 피해는 상부 구조물 일부에 국한되었다. 약간의 누수를 빼고는 본체에 입은 피해는 거의 없었으며, 이 피해를 복구하는데 2개월이 걸렸다.

### 플레니트, 브라운, 타이거 클로와 마스코트 작전
티르피츠를 파괴하는데 실패한 영국은 플래닛 작전(Operations Planet), 브라운 작전(Operation Brawn), 그리고 타이거 클로 작전(Operation Tiger Claw)의 3차례 항공 공격 작전을 추가로 기획하였지만 기상 상황 악화로 모두 취소되었다.
1944년 7월 영국은 마스코트 작전(Operation Mascot)을 전개하여 다시금 항모를 동원, 티르피츠를 공습하였다. 그러나 이미 공격을 겪어본 독일은 효율적인 경보체제와 연막을 이용하여 티르피츠를 지켜냈다. 이 작전은 실패로 돌아갔다.

### 굿우드 Ⅰ, Ⅱ, Ⅲ, Ⅳ 작전
자잘한 수리를 마친 티르피츠는 1944년 8월 초 시험 항해에 들어갔고, 영국은 다시 공격을 개시하였다. 8월 22일 개시된 굿우드 1 작전(Operations Goodwood I)과 굿우드 2 작전(Operations Goodwood II)은 구름이 낮게 낀 덕에 명중탄 없이 실패로 돌아갔으며, 24일 전개된 굿우드 3 작전(Operations Goodwood III)에서 영국 뇌격기들은 티르피츠의 포탑 하나와 보탄대에 폭탄을 적중시켰지만 독일측으로써는 매우 운좋게도 폭발이 일어나지 않았다. 만일 보탄대가 폭발했다면 티르피츠는 침몰하였을지 모른다. 작전에 참가한 영국 항모 HMS 네이밥(HMS Nabob) 호는 유보트 U-354 호의 공격으로 어뢰를 맞고 심각한 피해를 입은채 귀환해야 했다. 29일 굿우드 4 작전(Operations Goodwood IV)이 이어졌지만 역시나 낮게 낀 구름 때문에 실패하였고, 영국 해군은 티르피츠를 제거하는 임무에서 완전히 손을 떼어 공군의 손에 넘겼다.

### 페러베인, 어비에트, 카테키즘 작전
영국 공군(Royal Air Force, RAF)과 미국 육군 항공단(United States Army Air Forces)은 모스키토(Mosquito) 전폭기나 '나는 보트' 쇼트 선더랜드(Short Sunderland), B-17 플라잉 포트리스(Flying Fortress) 중폭격기 등을 이용한 작전을 여러 차례 구상하였지만 대부분 실행에 옮기지는 못하였다.
영국 공군은 모두 3차례의 공격을 개진하였다. 1944년 9월 15일 패러베인 작전(Operation Paravane)에서는 러시아에서 출발한 제 617, 제 9 편대 소속 아브로 랭카스터(Avro Lancaster) 폭격기들을 동원하여 반즈 웰리스(Barnes Wallis)가 설계한 5톤 톨보이(Tallboy) 폭탄과 시험 제작된 5천 파운드 '조니워커(Johnny Walker)' 수중 보행 지뢰를 투하하였다. 연막 덕분에 대부분의 폭탄이 빗나갔지만 한발이 명중, 심각한 피해를 입히면서 티르피츠는 더 이상 연합군 수송선단을 공격할 수 없는 신세가 되었다. 독일은 1944년 9월 23일 해군 참모 회의를 통하여 티르피츠가 재기할 수 없다는 사실을 연합군측에 숨길 것을 의결하였다.
같은해 10월, 더 이상 전함 전력으로 간주되지 않게 된 티르피츠는 노르웨이 지역의 연합군 침공을 방어하기 위한 해상 포대로 활용하고자 하는 목적에서 남쪽 트롬세(Tromso)로 이동되었다. 이로써 티르피츠는 스코틀랜드(Scotland) 일대 비행장을 사용하는 영국 공군의 사정권 안에 들어왔다.
1944년 10월 28일 영국 공군의 두 번째 공격인 어비에이트 작전(Operation Obviate)이 개시되었다. 로지머스(Lossiemouth)에서 개조된 랭카스터 폭격기들이 톨보이 폭탄을 적재하고 날아올라 티르피츠에 대한 공습을 개시하였지만 바다안개에 가려 성공하지 못하였다. 이 작전으로 티르피츠의 프로펠러 축이 휘어졌다.

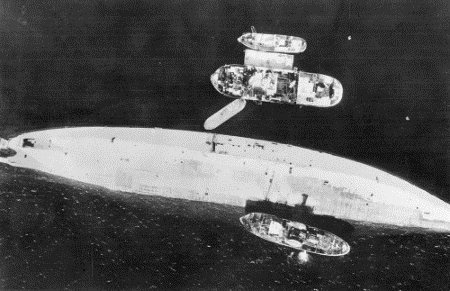
1944년 전복된 틸피츠.

영국 공군의 마지막 공격 가테키즘 작전(Operation Catechism)은 1944년 11월 12일 이루어졌고, 불행히도 연막 장치가 가동되지 않았다. 제 617, 제 9 편대의 랭카스터들이 폭격을 개시하였고, 티르피츠에 떨어진 세 발의 톨보이 폭탄중 하나는 포탑에 맞고 끝났지만 두발이 선체 장갑을 뚫어버리며 200피트 구멍을 내었다. 내부에서 불길이 치솟으며 3번째 포탑이 폭발하였고, 티르피츠는 수분 내에 전복되었고 1,700 명의 승무원중 1천여 명이 수장되고 말았다.
흥미로운 사실은 왜 독일 공군(Luftwaffe)이 이 폭격을 막지 못했는가 하는 사실이다. 당시 한대의 폭격기가 격추되었지만 이는 대공포에 의한 것이었다. 작전에 동원된 랭카스터 B.1 스페셜(Special) 기종은 중앙 상부에 단 하나의 기관포 포탑만이 있었고, 장갑 일부게 제거된 형태라 전투기 공격에 상당히 취약하였다. 그럼에도 불구하고 독일 공군이 이를 저지하지 못한 것은 자가당착이었다. 폭격기들을 발견한 독일군은 이들이 노르웨이의 발더포스(Bardufoss) 비행장을 폭격하러 가는 것이라고 판단하였고, 티르피츠 측의 원조 요청에 대한 독일 공군의 응답은 '전투기 부족' 이었다. 방공체제는 무력함을 드러냈으며, 이 지역의 독일 조종사들은 새 포케불프(Focke-Wulf 190) 전투기에 숙달되지 못한 상태였다. 티르피츠가 침몰한 이후 노르웨이 지역 제 5 전투비행단(Jagdgeschwader) 지휘관인 하인리히 소령(Heinrich Ehrler)은 직무 태만으로 군사재판에 회부되어 사형을 선고받았으나 재심에서 3년으로 감형, 수용소 생활을 마치고 지휘권을 박탈당한 채 독일 내로 배속되었다.

## 티르피츠의 파편
전후 티르피츠의 선체는 노르웨이 회사에 매각되어 현장에서 해체되었다. 거의 대부분이 해체되어 옮겨졌지만 여전히 뱃머리 부분은 1944년 침몰 장소에 그대로 놓여있다. 티르피츠의 발전기는 호오닝스바그(Honningsvag) 인근의 어업 시설에 전력을 공급하는 임시 발전 시설로 사용되었다. 침몰지역 근처에는 해안선을 따라 인공 호수들이 있는데, 티르피츠를 놓친 톨보이 폭탄들이 만든 호수들이다. 현재 티르피츠의 장갑판들은 노르웨이 도로 건설 현장에서 임시 도로 덮개 철판으로 사용되고 있으며, 영국 햄프셔(Hampshire)의 고스포트(Gosport) 해군 박물관 또한 티르피츠의 장갑판 하나를 소장하고 있다.

## 참조
- Axell, Albert (2001). 《Russia's heroes》. New York: Carroll and Graf. ISBN 0786708565.
- Dulin, Robert O.; Sumrall, Robert F.; Garzke, William H. & Webb, Thomas G. (1976). 〈Chapter 4: The Bismark Class〉. 《Battleships: Axis and Neutral Battleships in World War II》. Naval Institute Press. ISBN 0870211013.
- Grove, Eric (1993). 《Sea Battles in Close-up: World War 2, Volume 2》. Shepperton, Surrey: Ian Allan. ISBN 071102118X.
- Kennedy, Ludovic (1979). 《Menace: The Life and Death of the Tirpitz》. London: Sidgwick & Jackson. ISBN 0-7221-5165-9.
- Vego, Milan (2003). 《Naval Strategy and Operations in Narrow Seas》. London: Routledge. ISBN 978-0714644257.
- Thornburn, Gordon (2006). 《Bombers First and Last (A history of 9 Squadron RAF)》. London: Robson. ISBN 1861059469.